# Mayerthorpe
Mayerthorpe is een plaats (town) in de Canadese provincie Alberta en telt 1474 inwoners (2006).